# Грэм, Джули
Джу́лия «Джу́ли» Грэ́м (англ. Julia «Julie» Graham; 27 июля 1965, Эрвин, Норт-Эршир, Шотландия, Великобритания) — шотландская актриса.

## Биография
Джулия Грэм родилась 24 июля 1965 года в Эрвине (графство Норт-Эршир, Шотландия, Великобритания).
В 1986 году Грэм начала сниматься в кино. На её счету около 70-и ролей в фильмах и сериалах. С 2016 года играет роль Шерон Доусон в телесериале «Бенидорм».
В июне 2002 года Джули вышла замуж за актёра Джозефа Беннетта (1968—2015). У супругов родилось две дочери — Иди Мэй Беннетт (род.05.02.2004) и Сид Бетти Беннетт (род.03.03.2006). 13 апреля 2015 года 47-летний Беннетт покончил с собой, повесившись на дереве в Ричмонд-парке на юго-западе Лондона. В 2019 году Джули вышла замуж за инструктора по парашютному спорту Дэви Крокета.

## Избранная фильмография
| Год       |   | Русское название            | Оригинальное название               | Роль                                            |
| --------- | - | --------------------------- | ----------------------------------- | ----------------------------------------------- |
| 1986      | с | Таггерт                     | Taggart                             | Кэтлин Келли                                    |
| 1989—2010 | с | Чисто английское убийство   | Bill, The                           | Тельма Бокс/Линда Кендрик/командир Лиза Кеннеди |
| 1990      | ф | Монашки в бегах             | Nuns on the Run                     | официантка в казино                             |
| 1990      | ф | Переступая черту            | The Big Man                         | Мелани                                          |
| 1995      | с | Электронные жучки           | Bugs                                | Сарита                                          |
| 1997      | с | Дэлзил и Пэскоу             | Dalziel and Pascoe                  | Эди Притчард                                    |
| 1998      | ф | Спальни и прихожие          | Bedrooms and Hallways               | Энджи                                           |
| 2007      | с | Мисс Марпл Агаты Кристи     | Agatha Christie's Marple            | Мэри Элдин                                      |
| 2008—2010 | с | Выжившие                    | Survivors                           | Эбби Грант                                      |
| 2010      | с | Приключения Сары Джейн      | Sarah Jane Adventures               | Руби Уайт                                       |
| 2011      | с | Доктор Мартин               | Doc Martin                          | Мэгги Рид                                       |
| 2012—2014 | с | Код убийства                | The Bletchley Circle                | Джин                                            |
| 2013      | с | Убийства в Мидсомере        | Midsomer Murders                    | доктор Лора Парр                                |
| 2013      | с | Смерть в раю                | Death in Paradise                   | Джен Пауэлл                                     |
| 2014      | с | Новые трюки                 | New Tricks                          | Триша МакЭндрю                                  |
| 2014      | с | Шетланд                     | Shetland                            | Рона Келли                                      |
| 2016      | с | Бенидорм                    | Benidorm                            | имя персонажа неизвестно (главная роль)         |
| 2018      | с | Код убийства: Сан-Франциско | The Bletchley Circle: San Francisco | Джин                                            |